# 新营乡 (西吉县)
新营乡，是中华人民共和国宁夏回族自治区固原市西吉县下辖的一个乡镇级行政单位。

## 行政区划
新营乡下辖以下地区：
新营村、上岔村、黑城河村、陈阳川村、万达川村、蒿子湾村、庙儿岔村、小硷滩村、甘井村、二府营村、洞子沟村、玉黄沟村、红庄村、甘沟村、白城子村、石岘子村、长义山村、大沙河村、腰巴庄村、大窑滩村、张家洼村、吴家沟村和车路湾村。